# GAF Nomad
GAF Nomad — лёгкий многоцелевой двухмоторный самолёт короткого взлёта и посадки, разработанный специалистами австралийской авиастроительной компании «Government Aircraft Factories» в 1971 году.

## История создания и производства
Разработка самолёта началась в середине 60-х. При поддержке контракта на разработку, выданного австралийским правительством в 1970 году Government Aircraft Factories, первый прототип выполнил свой первый полёт 23 июля 1971 года. Австралийские инженеры-конструкторы намеревались создать полностью адаптированный под военные нужды летательный аппарат, однако, в ходе разработки, эксперты пришли к выводу, что данное воздушное судно может также активно эксплуатироваться и в гражданской авиации, в частности, для выполнения авиаперелётов по местным авиамаршрутам с целью перевозки пассажиров или же транспортировки грузов.
5 декабря 1971 года второй опытный образец выполнил свой первый полёт. Как сообщается, лётные испытания прошли относительно гладко. Незначительная проблема с шасси была быстро устранена. С момента начала эксплуатации самолёт стал считаться проблемным. Основным его недостатком называли проблемы с усталостью хвостового оперения самолёта и проблемы с двигателями.
Громкий скандал произошел в 1976 году после авиакатастрофы GAF Nomad, в результате которой погибли главный летчик-испытатель GAF Стюарт Пирс (отец актёра Гая Пирса) и главный конструктор Дэвид Хупер.
К концу 1980 года было продано 130 единиц самолётов как гражданских, так и военных модификаций. В течение 1985 года производство GAF Nomad было прекращено. В общей сложности было выпущено только 172 самолёта (включая два прототипа), в основном из-за ограниченного числа зарубежных продаж. В 1986 году GAF была включена в Aerospace Technologies of Australia, которая вскоре была переименована в Boeing Australia. По состоянию на 2017 год в Австралии эксплуатируется только один борт GAF Nomad. Самолёт Nomad представляет собой подкосный высокоплан.
Характеристики УКВП обеспечивались использованием двухщелевых закрылков по всему размаху и зависающих элеронов. Силовая установка состоит из двух ТВД Allison с винтами изменяемого шага и постоянного числа оборотов.

## Модификации
- AF Nomad N.2 — прототип воздушного судна;
- GAF Nomad N.22 — основная производственная версия летательного аппарата, изначально эксплуатирующаяся ВВС Австралии;
- GAF Nomad N.22B — гражданская модификация воздушного судна, рассчитанная на перевозку 13 пассажиров;
- GAF Nomad N.22C — грузовая версия самолёта с увеличенным максимальным взлётным весом;
- GAF Nomad N.22F Floatmaster — версия самолёта со стандартным поплавковым шасси;
- GAF Nomad N.24 — грузовая расширенная версия воздушного судна с увеличенным в длину фюзеляжем (построено 40 экземпляров);
- GAF Nomad GA18 — 18-местная модификация гражданского воздушного судна;
- GAF Nomad Missionmaster — версия военно-транспортного самолёта;
- GAF Nomad Searchmaster — военная версия патрульного самолёта;
- GAF Nomad N.22 Searchmaster B — версия разработанная для береговой охраны;
- GAF Nomad N.22 Searchmaster L — улучшенная модификация GAF Nomad N.22 Searchmaster B;
- GAF Nomad N.22 Searchmaster LI — версия самолёта разведки и патрулирования с воздуха;
- GAF Nomad N.22 Searchmaster LII — улучшенная модификация версии GAF Nomad N.22 Searchmaster LI.

## Технические характеристики
- Экипаж: 1—4 человека;
- Пассажировместимость: 12—17 человек;
- Длина самолёта: 12,56—13,7 м;
- Размах крыльев: 16,52 м;
- Высота самолёта: 5,52 м;
- Масса пустого самолёта: 2150 кг;
- Полезная нагрузка: 1705 кг;
- Максимальный взлётный вес: 2855 кг;
- Крейсерская скорость: 311 км/ч;
- Максимальная скорость полёта: 350 км/ч;
- Максимальная дальность полёта: 1074 км;
- Максимальная высота полёта: 6400 м;
- Тип авиадвигателя: турбовинтовой;
- Силовая установка: 2 × Allison 250-B17C;
- Мощность: 2 × 420 л. с.

## Эксплуатанты
Гражданские (в том числе бывшие операторы):
 Австралия
- Air Queensland[англ.]
- Barrier Reef Airways
- Clubair
- National Safety Council of Australia[англ.]
- Royal Flying Doctor Service of Australia[англ.]
- Sunstate Airlines[англ.]

 Чили
- Transportes Aéreos Isla Robinson Crusoe

 Италия
- Alimediterranea

 Малайзия
- Layang Layang Aerospace[англ.]
- Sabah Air

 Новая Зеландия
- Air Safaris[англ.]
- Great Barrier Airlines

 Папуа — Новая Гвинея
- Independent Air Transport

 Парагвай
- Paraguay Air Service

 Самоа
- Polynesian Airlines

 Суринам
- Gum Air[англ.]

 Швейцария
- Rhine Air

 США
- Air Marshall Islands
- Air New Orleans
- Century Airlines[англ.]
- Coral Air[англ.]
- Princeton Airways[англ.]
- Skybus Express Airlines[англ.]
- Southeastern Commuter Airlines[англ.]

Военные:
 Австралия
- ВВС Австралии

 Индонезия
- Военно-морские силы Индонезии

 Филиппины
- Военно-воздушные силы Филиппин (единственный военный оператор по состоянию на 2019 год)
- Военно-морские силы Филиппин

 Папуа — Новая Гвинея
- Силы обороны Папуа — Новой Гвинеи

 Таиланд
- Королевские военно-воздушные силы Таиланда
- Военно-морские силы Таиланда

## Авиационные происшествия и катастрофы
На 2 июля 2019 года в различных лётных происшествиях было потеряно 33 самолёта. В катастрофах погиб 101 человек.
| Дата       | Бортовой номер | Место катастрофы               | Жертвы    | Краткое описание |
| ---------- | -------------- | ------------------------------ | --------- | --- |
| 26.10.1975 | VH-AUI         | аэропорт Масатлан              | 0/0       | Уничтожен торнадо. |
| 06.06.1976 | 9M-ATZ         | аэропорт Кота-Кинабалу         | 11/11     | Разбился при заходе на посадку. На борту находились главный министр губернаторства Сабах Тун Фуад Стивенс и другие высокопоставленные лица. |
| 06.08.1976 | [VH-SUZ]       | аэропорт Авалон                | 2/3       | Испытательный полёт. В результате авиакатастрофы погибли главный лётчик-испытатель GAF Стюарт Пирс и главный конструктор Дэвид Хупер. После катастрофы были выявлены недостатки в конструкции самолёта. |
| 21.05.1977 | P2-DNJ         | аэропорт Вевак                 | 0/7       | Потерпел аварию при взлёте. |
| 23.07.1979 | PK-MAJ         | Западная Новая Гвинея          | н.д/н.д.  | Подробности неизвестны. |
| 23.12.1979 | PK-MAJ         | аэропорт Манари                | 16/16     | Ушёл в пике после захода на второй круг. |
| 04.05.1981 | P2-011         | близ Ванимо                    | 2/2       | Врезался в гору в сложных метеоусловиях. |
| 18.01.1985 | VH-BFH         | международный аэропорт Брисбен | 0/0       | Поврежден градом. Был разобран на запчасти. |
| 04.05.1987 | P-817          | Кепулауан-Риау                 | 3/17      | Отказ двигателя. Самолёт пытался приводниться. Пилот и двое пассажиров погибли, остальные были спасены военными вертолётами. Затонувший самолёт был обнаружен только в 2007 году. |
| 20.07.1987 | ZK-NMD         | озеро Текапо                   | 0/1       | Потерпел аварию при взлёте из-за потери подъемной силы. |
| 12.03.1990 | A18-401        | Маллала (58 км от Аделаиды)    | 1/1       | Разбился из-за разрушения конструкции хвостовой части фюзеляжа. |
| 05.04.1990 | VH-DNM         | Леонгата (Виктория)            | 0/1       | Авария при взлёте в условиях сильного ветра. |
| 04.05.1990 | N418NE         | Нью-Хановер                    | 2/2       | Разбился при заходе на второй круг из=за ошибки пилота. |
| 04.05.1991 | N5590M         | близ Боулинг-Грина             | 0/2       | Вынужденная посадка в поле из-за отказа двигателя. |
| 01.06.1991 | N8071L         | близ Матью-Таун                | 2/3       | Упал недалеко от берега через некоторое время после взлёта из-за проблем с двигателями. |
| 09.09.1991 | A18-303        | Новый Южный Уэльс              | 4/4       | Разбился во время тренировочного полёта. |
| 06.07.1992 | I-JALA         | Реджо-ди-Калабрия              | 0/0       | Сгорел. Предположительно поджог. |
| 25.10.1993 | ZK-NOM         | Ледник Франца-Иосифа           | 9/9       | Врезался в гору во время экскурсионного полёта. На борту находились немецкие туристы. |
| 28.12.1993 | 11             | Южная Замбоанга                | 0/6       | Совершил успешное приводнение. Военный борт выполнял поиски пропавшего судна. |
| 1994       | 121212         | аэропорт Паттайя               | н.д./н.д. | Обстоятельства крушения неизвестны. |
| 20.08.1995 | N4826M         | Жереми                         | 0/14      | Выкатился за пределы ВПП и врезался в деревья. |
| 12.01.1996 | N224E          | Порт-о-Пренс                   | 10/14     | Разбился сразу после взлёта. |
| 19.11.1997 | N244E          | Ла-Сейба                       | 0/11      | Грубая посадка. |
| 24.11.1997 | HR-AQY         | Ла-Сейба                       | 0/12      | Потерпел аварию при заходе на вынужденную посадку после столкновения с птицами. |
| 18.09.1998 | N6305U         | острова Мона                   | 1/2       | Столкнулся в воздухе с другим самолётом GAF Nomad. Второй борт сумел произвести аварийную посадку. Первый — попытался сесть на воду. Первый пилот погиб, второму удалось выбраться. |
| 02.07.2000 | N286           | провинция Палаван              | 11/12     | Упал в воду. Перед крушением пилот сообщил о проблемах с двигателями. На борту находилось высокопоставленное лицо. Выжить удалось только одному пассажиру — его спасли проплывавшие мимо рыбаки. |
| 10.02.2001 | PZ-TBP         | Якобкондр                      | 10/10     | Пропал с радаров. Предположительно упал в горах. |
| 13.04.2002 | OY-JRW         | Оксфордшир                     | 0/15      | Прерванный взлёт. |
| 17.12.2002 | N22B-53        | Замбоанга                      | 0/13      | Приводнение в 300 м от берега. |
| 30.12.2007 | P-833          | Сабанг                         | 5/7       | Упал в воду при заходе на посадку. Перед крушением пилот сообщил о неполадках с двигателями. |
| 06.03.2009 | L9-5/25        | провинция Лопбури              | 1/5       | Разбился сразу после взлёта. |
| 07.09.2009 | P-837          | Восточный Калимантан           | 5/9       | Выполнял разведывательный полёт Обстоятельства крушения неизвестны. |
| 28.01.2010 | 18             | Котабато                       | 1+8/8     | Рухнул на жилые дома во время заход на вынужденную посадку сразу после взлёта. Незадолго до аварии пилоты сообщили о технических неполадках в энергоснабжении самолёта. На борту находились генерал-майор Буч Лаксон, майор Такубой, капитан Ордонео и ряд других офицеров. На земле погиб местный житель, ещё один человек пострадал. |